# Fofi Gennimata
Fofi Gennimata (en griego: Φώφη Γεννηματά, Atenas, 17 de noviembre de 1964-Ib., 25 de octubre de 2021) fue una política griega, presidenta del partido político Movimiento Socialista Panhelénico (PASOK) desde 2015 hasta su fallecimiento. Además desde 2017 se desempeñaba como presidenta del Movimiento para el Cambio (KINAL), una coalición de partidos de centro-izquierda formada en torno al PASOK.
Ejerció numerosos cargos políticos durante varios gobiernos, especialmente en el gabinete de Yorgos Papandreou como Viceministra de Salud y Bienestar, y Ministra Suplente de Educación, Aprendizaje para toda la Vida y Asuntos Religiosos.

## Primeros años y educación
Nació en Atenas, siendo hija de Georgios Gennimatas, político y militante de PASOK. Se graduó de la Facultad de Ciencias Políticas y Administración Pública de la Universidad de Atenas en 1987. Mientras era estudiante universitaria, fue miembro de la unión de estudiantes socialistas.

## Carrera política
Entre 2001 y 2004,  pasó a ser miembro del Comité Central del PASOK y desde 2003 a 2009 fue miembro de la Junta Ejecutiva y consejera política del mismo. Fue elegida dos veces, Presidente de las prefecturas de Atenas y El Pireo, entre 2002 y 2006.
Fue bloqueada para postularse como candidata parlamentaria en las elecciones parlamentarias de 2007, ya que la Corte Suprema dictaminó que de acuerdo con el Artículo 57 de la Constitución de Grecia, los funcionarios del gobierno local no pueden postularse como candidatos parlamentarios, hasta que finalizaran su periodo en el cargo.
Entre octubre de 2009 y septiembre de 2010, ejerció como Viceministra de Salud y Bienestar durante el gobierno de Yorgos Papandreou, y entre septiembre de 2010 y noviembre de 2011, fue Ministra interina de Educación, Aprendizaje de toda la Vida, y Asuntos Religiosos
En 2012, fue nombrada portavoz del PASOK.
Fue nombrada líder del Movimiento Socialista Panhelénico durante la 10° conferencia del partido, después de que Evangelos Venizelos renunciara al cargo, cuando le quedaba solo un año para terminar su período. Ganó la elección de liderazgo con un 51% de los votos, venciendo a sus rivales Odysseas Konstantinopoulos y Andreas Loverdos.

## Fallecimiento
Gennimata murió el 25 de octubre de 2021 por un cáncer que venía padeciendo desde hace 13 años. Sus padres habían fallecido de la misma enfermedad años antes.